# Бабино Село
Бабино Село је насељено место у Босни и Херцеговини, у општини Доњи Вакуф, које административно припада Федерацији Босне и Херцеговине. Према попису становништва из 1991. у насељу је живјело 67 становника.

## Историја
О настанку имена Бабино Село предње говори овако. Ту је некада, на друму Јајце - Травник, држала хан нека наџак баба. Једном туда прође паша и реши да ту преноћи. Баба је лепо угостила пашу и он је био веома задовољан њеним гостопримством. Због тога он реши да награди бабу и пита је шта жели да јој се учини, а она замоли да јој се поклони сва околна земља. Паша јој ову жељу испуни и поклонио баби земљу, па се по њој зове ово данашње село.

## Становништво
По последњем службеном попису становништва из 1991. године, у насељу Бабино Село живело је 67 становника. Сви становници су били Срби.